# Emmanuelle 6
Emmanuelle 6 (auch Emmanuelle – Amazone des Dschungels) ist ein französisches Erotik-Filmdrama aus dem Jahr 1988 von Bruno Zincone. Der Streifen ist der sechste Teil der offiziell autorisierten Emmanuelle-Verfilmungen über die von Emmanuelle Arsan erschaffene gleichnamige fiktive Figur. Die Titelheldin wird vom österreichischen Model Natalie Uher dargestellt.
Der Film wurde hauptsächlich in Venezuela gedreht. Die Modelfotos von Natalie Uher, die in den Film integriert wurden, stammen von Otto R. Weisser.

## Handlung
Emmanuelle hat ihr Gedächtnis verloren. In psychiatrischer Behandlung erinnert sie sich nach und nach daran, wie sie vor zwei Monaten zusammen mit Schmuckmodels und dem Sicherheitsbeauftragten Benton auf einem Kreuzfahrtschiff unterwegs war. Dort versuchte Kapitän Harrison, sie zu vergewaltigen, wobei sie von der entlaufenen indianischen Sklavin Uma gerettet wurde, die sich in Emmanuelles Kabine versteckt hatte. Bei einem Ausflug in den Amazonas-Dschungel wurden dann Emmanuelle, die Models und Benton von Harrison und seinen Helfern entführt und der Schmuck gestohlen.
Durch eine weitere Erinnerungsblockade behindert, versucht eine Priesterin mit einem Schlangentanz die letzten Reste von Emmanuelles Gedächtnis wiederherzustellen. Woraufhin sie sich wieder erinnert, wie sie mit den Models auf einen Sklavenmarkt geführt und verkauft wurde. In der Zwischenzeit jedoch hatte Uma Benton befreit und bei ihrem Indianerstamm Hilfe gesucht. Zusammen überfielen sie den Sklavenmarkt und töteten die Gangster. Emmanuelle floh dabei voller Panik in den Dschungel und wurde erst ein paar Tage später wiedergefunden, in erschöpftem Zustand und nicht mehr wissend, wer sie war.

## Hintergrund
- In der ungeschnittenen Version enthält der Film Hardcore-Szenen.
- Emmanuelle 6 erlebte seine französische Premiere am 6. Juli 1988.[1] In der Bundesrepublik Deutschland wurde der Film erstmals am 25. August 1988 aufgeführt und erschien am 17. November 1988 auf Video.[2]

## Kritiken
Für das Lexikon des internationalen Films war Emmanuelle 6 „ein miserabel montierter Softporno“ der „gähnende Langeweile verbreitet.“